# أسلوب تقييم ومراجعة المشروع

مخطط بيرت لمشروع شبكة سبعة أشهر مع خمس مراحل (10 من خلال 50) وستة من الأنشطة (A خلال F).

أسلوب تقييم ومراجعة المشروع (بالإنجليزية: Program Evaluation and Review Technique أو PERT) هو أحد الطرق المستخدمة في إدارة المشاريع الهندسية لجدولة المشاريع.

## تقدير زمن الأنشطة
تحتاج كل فعالية إلى ثلاثة أوقات لتقدير زمن أداء النشاط:
- الوقت المتفائل: هو أقل وقت متوقع لإتمام النشاط. ويرمز له بالحرف (O)
- الوقت الأكثر احتمالا: هو الزمن الأكثر توقعا لإتمام النشاط. ويرمز له بالحرف (m)
- الوقت المتشائم: هو أطول زمن متوقع لإتمام النشاط. ويرمز له بالحرف (P)

## تقدير متوسط زمن أداء النشاط
بعد تقدير أزمنة كل نشاط، يٌحسب متوسط زمن النشاط بناءً على معادلة أداء النشاط التالية:
TE = (O + 4M + P) ÷ 6
يعتبر توزيع بيتا أنسب التوزيعات الاحتمالية الذي يمكن تطبيقه في التقديرات الزمنية، ويفترض أن احتمال حدوث الأزمنة (المتفائل، والمتشائم) 16%، بينما الزمن الأكثر احتمالا 4 أضعاف التقديرات الأخرى، كما أن زمن انتهاء المشروع النهائي يتبع التوزيع الطبيعي، ويعني أن المشروع سينتهي عند النقطة المحددة باحتمال 50%.

### تحديد احتمال انتهاء المشروع عند نقطة زمنية
مثال : يرغب مدير شركة ما معرفة إتمام المشروع عند نقطة زمنية معينة (مثلا: احتمال انتهاء المشروع بعد D أسبوع). خطوات الحل تكون كالتالي :

#### أولا: تحديد أنشطة المشروع
بعد حساب جميع التقديرات الزمنية للأنشطة (طريقة PERT) وتحديد المسار الحرج، يتم تقدير الانحراف المعياري لجميع الأنشطة الحرجة:
σ2 = (P - O)2 ÷ 36
الوقت الأكثر احتمالا يساوي 4 أضعاف الأوقات الأخرى (المتفائل، المتشائم)، وعليه فإن مجموع جميع أوزان الأوقات تساوي 6.
عند حساب الانحراف المعياري للمسار الحرج يقسم الفارق بين الوقت المتشائم والمتفائل على 6 باعتبار أن 6 متوسط المدة الزمنية الموزون للمشروع.
ويقصد بالانحراف المعياري التشتت عن القيمة الزمنية المتوقعة (بالأيام، بالأسابيع، أو بالأشهر)، فإذا كانت القيمة تُساوي 0 فـتعني أن التقديرات دقيقة والعكس إذا كبرت قيمة الانحراف المعياري زادت درجة عدم اليقين في تقدير الأزمنة.